# Lijst van gemeentelijke monumenten in Asten
De gemeente Asten telt 64 gemeentelijke monumenten. Hieronder een overzicht. 

## Asten
De plaats Asten kent 59 gemeentelijke monumenten:
| Object                             | Bouwjaar | Architect | Locatie                       | Coördinaten                   | Nr.             | Afbeelding                        |
| ---------------------------------- | -------- | --------- | ----------------------------- | ----------------------------- | --------------- | --------------------------------- |
| Protestantse kerk                  |          |           | Lindestraat 1                 | 51° 24' 20" NB, 5° 44' 47" OL | 0743/wiki-G3990 | Meer afbeeldingen                 |
| Woonhuis                           |          |           | Lindestraat 7                 | 51° 24' 21" NB, 5° 44' 45" OL | 0743/wiki-G4788 | Woonhuis                          |
| Autobusbedrijf van Asten           |          |           | Emmastraat 18                 | 51° 24' 13" NB, 5° 44' 51" OL | 0743/wiki-G2900 | Autobusbedrijf van Asten          |
| Pastorie Asten                     |          |           | Kerkstraat 2                  | 51° 24' 10" NB, 5° 44' 41" OL | 0743/wiki-K1442 | Pastorie Asten                    |
| Woning(en) vroeger met hoefstal    |          |           | Kleine Markstraat 13          | 51° 24' 12" NB, 5° 44' 45" OL | 0743/wiki-G4306 | Woning(en) vroeger met hoefstal   |
| Vroegere postkantoor               |          |           | Koningsplein 8                | 51° 24' 13" NB, 5° 44' 41" OL | 0743/wiki-G4406 | Vroegere postkantoor              |
| Gemeentehuis                       |          |           | Markt 1                       | 51° 24' 14" NB, 5° 44' 46" OL | 0743/wiki-G4365 | Gemeentehuis                      |
| Statig herenhuis                   |          |           | Koningsplein 4                | 51° 24' 14" NB, 5° 44' 41" OL | 0743/wiki-G4408 | Statig herenhuis                  |
| Statig herenhuis                   |          |           | Koningsplein 6                | 51° 24' 14" NB, 5° 44' 41" OL | 0743/wiki-G4407 | Statig herenhuis                  |
| Woonhuis                           |          |           | Wilhelminastraat 23           | 51° 24' 6" NB, 5° 44' 33" OL  | 0743/wiki-K1261 | Woonhuis                          |
| Vm. café De Waag samen met nr. 39  |          |           | Emmastraat 37                 | 51° 24' 11" NB, 5° 44' 58" OL | 0743/wiki-G4707 | Vm. café De Waag samen met nr. 39 |
| Vm. café De Waag                   |          |           | Emmastraat 39                 | 51° 24' 11" NB, 5° 44' 58" OL | 0743/wiki-G4707 | Vm. café De Waag                  |
| Breed woonhuis                     |          |           | Wilhelminastraat 19           | 51° 24' 6" NB, 5° 44' 33" OL  | 0743/wiki-K737  | Breed woonhuis                    |
| Klooster (paters)                  |          |           | Wilhelminastraat 24           | 51° 24' 8" NB, 5° 44' 34" OL  | 0743/wiki-K1034 | Klooster (paters)                 |
| Notariskantoor                     |          |           | Wilhelminastraat 28           | 51° 24' 4" NB, 5° 44' 28" OL  | 0743/wiki-H1483 | Notariskantoor                    |
| Woonhuis-voormalig café            |          |           | Burg. Wijnenstraat 7          | 51° 24' 15" NB, 5° 44' 41" OL | 0743/wiki-G3994 | Woonhuis-voormalig café           |
| Woonhuis                           |          |           | Wilhelminastraat 37           | 51° 24' 1" NB, 5° 44' 27" OL  | 0743/wiki-K456  | Woonhuis                          |
| Laag woonhuis met winkelpui        |          |           | Wolfsberg 24-26               | 51° 24' 0" NB, 5° 45' 10" OL  | 0743/wiki-K985  | Laag woonhuis met winkelpui       |
| Woonhuis                           |          |           | Burg. Wijnenstraat 29         | 51° 24' 18" NB, 5° 44' 36" OL | 0743/wiki-G4029 | Woonhuis                          |
| Woonhuis                           |          |           | Burg. Wijnenstraat 31         | 51° 24' 18" NB, 5° 44' 36" OL | 0743/wiki-G3276 | Woonhuis                          |
| Woonhuis in rode steen             |          |           | Heesakkerweg 35               | 51° 23' 54" NB, 5° 44' 11" OL | 0743/wiki-K1284 | Woonhuis in rode steen            |
| Woonhuis (complex van 20 woningen) |          |           | St. Jozefplein 1              | 51° 24' 6" NB, 5° 44' 56" OL  | 0743/wiki-G4552 | Meer afbeeldingen                 |
| Woonhuis (complex van 20 woningen) |          |           | St. Jozefplein 2              | 51° 24' 6" NB, 5° 44' 56" OL  | 0743/wiki-G4611 | Meer afbeeldingen                 |
| Woonhuis (complex van 20 woningen) |          |           | St. Jozefplein 3              | 51° 24' 6" NB, 5° 44' 56" OL  | 0743/wiki-G4553 | Meer afbeeldingen                 |
| Woonhuis (complex van 20 woningen) |          |           | St. Jozefplein 4              | 51° 24' 6" NB, 5° 44' 57" OL  | 0743/wiki-G4886 | Meer afbeeldingen                 |
| Woonhuis (complex van 20 woningen) |          |           | St. Jozefplein 5              | 51° 24' 6" NB, 5° 44' 57" OL  | 0743/wiki-G4555 | Meer afbeeldingen                 |
| Woonhuis (complex van 20 woningen) |          |           | St. Jozefplein 6              | 51° 24' 6" NB, 5° 44' 57" OL  | 0743/wiki-G4664 | Meer afbeeldingen                 |
| Woonhuis (complex van 20 woningen) |          |           | St. Jozefplein 7              | 51° 24' 6" NB, 5° 44' 57" OL  | 0743/wiki-G4887 | Meer afbeeldingen                 |
| Woonhuis (complex van 20 woningen) |          |           | St. Jozefplein 8              | 51° 24' 5" NB, 5° 44' 58" OL  | 0743/wiki-G4888 | Meer afbeeldingen                 |
| Woonhuis (complex van 20 woningen) |          |           | St. Jozefplein 9-10           | 51° 24' 5" NB, 5° 44' 58" OL  | 0743/wiki-G4557 | Meer afbeeldingen                 |
| Woonhuis (complex van 20 woningen) |          |           | St. Jozefplein 11             | 51° 24' 4" NB, 5° 44' 57" OL  | 0743/wiki-K836  | Meer afbeeldingen                 |
| Woonhuis (complex van 20 woningen) |          |           | St. Jozefplein 12             | 51° 24' 4" NB, 5° 44' 57" OL  | 0743/wiki-K790  | Meer afbeeldingen                 |
| Woonhuis (complex van 20 woningen) |          |           | St. Jozefplein 13             | 51° 24' 4" NB, 5° 44' 57" OL  | 0743/wiki-K1315 | Meer afbeeldingen                 |
| Woonhuis (complex van 20 woningen) |          |           | St. Jozefplein 14             | 51° 24' 4" NB, 5° 44' 56" OL  | 0743/wiki-K1314 | Meer afbeeldingen                 |
| Woonhuis (complex van 20 woningen) |          |           | St. Jozefplein 15             | 51° 24' 4" NB, 5° 44' 56" OL  | 0743/wiki-K1313 | Meer afbeeldingen                 |
| Woonhuis (complex van 20 woningen) |          |           | St. Jozefplein 16             | 51° 24' 5" NB, 5° 44' 56" OL  | 0743/wiki-K1312 | Meer afbeeldingen                 |
| Woonhuis (complex van 20 woningen) |          |           | St. Jozefplein 17             | 51° 24' 5" NB, 5° 44' 55" OL  | 0743/wiki-G4550 | Meer afbeeldingen                 |
| Woonhuis (complex van 20 woningen) |          |           | St. Jozefplein 18             | 51° 24' 5" NB, 5° 44' 55" OL  | 0743/wiki-G4549 | Meer afbeeldingen                 |
| Woonhuis (complex van 20 woningen) |          |           | St. Jozefplein 19             | 51° 24' 6" NB, 5° 44' 55" OL  | 0743/wiki-G4548 | Meer afbeeldingen                 |
| Woonhuis (complex van 20 woningen) |          |           | St. Jozefplein 20             | 51° 24' 6" NB, 5° 44' 55" OL  | 0743/wiki-G4547 | Meer afbeeldingen                 |
| Laag woonhuis                      |          |           | Kerkstraat 32-34              | 51° 24' 5" NB, 5° 44' 49" OL  | 0743/wiki-K1406 | Upload foto                       |
| Woonhuis                           |          |           | Wilhelminastraat 15-17        | 51° 24' 7" NB, 5° 44' 35" OL  | 0743/wiki-K738  | Woonhuis                          |
| Hoog woonhuis                      |          |           | Burg. Wijnenstraat 9          | 51° 24' 16" NB, 5° 44' 40" OL | 0743/wiki-G4472 | Hoog woonhuis                     |
| Wit woonhuis                       |          |           | Burg. Wijnenstraat 25-27      | 51° 24' 18" NB, 5° 44' 37" OL | 0743/wiki-G4030 | Wit woonhuis                      |
| Authentiek woonhuis                |          |           | Emmastraat 35                 | 51° 24' 11" NB, 5° 44' 57" OL | 0743/wiki-G2480 | Authentiek woonhuis               |
| Woonhuis                           |          |           | Wilhelminastraat 8            | 51° 24' 11" NB, 5° 44' 38" OL | 0743/wiki-K845  | Woonhuis                          |
| Woonhuis                           |          |           | Wilhelminastraat 10           | 51° 24' 11" NB, 5° 44' 38" OL | 0743/wiki-K846  | Woonhuis                          |
| Woonhuis                           |          |           | Markt 6                       | 51° 24' 13" NB, 5° 44' 46" OL | 0743/wiki-G2355 | Woonhuis                          |
| Woonhuis                           |          |           | Markt 8                       | 51° 24' 13" NB, 5° 44' 47" OL | 0743/wiki-G2356 | Woonhuis                          |
| Woonhuis                           |          |           | Wilhelminastraat 39           | 51° 24' 1" NB, 5° 44' 27" OL  | 0743/wiki-K1014 | Woonhuis                          |
| Woonhuis                           |          |           | Wilhelminastraat 43           | 51° 24' 0" NB, 5° 44' 25" OL  | 0743/wiki-K1013 | Woonhuis                          |
| Restaurant Het Eeuwig Leven        |          |           | Prins Bernhardstraat 22       | 51° 24' 19" NB, 5° 44' 47" OL | 0743/wiki-G3514 | Restaurant Het Eeuwig Leven       |
| Breed woonhuis                     |          |           | Burg. Frenckenstraat 47       | 51° 24' 18" NB, 5° 44' 49" OL | 0743/wiki-G4456 | Breed woonhuis                    |
| Vh directeurswoning brouwerij      |          |           | Hemel 2                       | 51° 24' 10" NB, 5° 45' 1" OL  | 0743/wiki-G3590 | Vh directeurswoning brouwerij     |
| Woonhuis                           |          |           | Wilhelminastraat 54-56        | 51° 24' 0" NB, 5° 44' 23" OL  | 0743/wiki-H1348 | Woonhuis                          |
| Zeer hoog woonhuis                 |          |           | Burg. Frenckenstraat 49       | 51° 24' 16" NB, 5° 44' 50" OL | 0743/wiki-G3232 | Zeer hoog woonhuis                |
| Muur tussen kerk en pastorie       |          |           | Lindestraat ong.              | 51° 24' 25" NB, 5° 44' 41" OL | 0743/wiki-G4784 | Muur tussen kerk en pastorie      |
| Muur rondom R.K. begraafplaats     |          |           | Kerkstraat (ongenummerd)      | 51° 24' 7" NB, 5° 44' 42" OL  | 0743/wiki-K1442 | Upload foto                       |
| Muur rondom algemene begraafplaats |          |           | Kerkstraat en Moussaultstraat | 51° 24' 3" NB, 5° 44' 38" OL  | 0743/wiki-K1179 | Upload foto                       |

## Ommel
De plaats Ommel kent 2 gemeentelijke monumenten:
| Object              | Bouwjaar | Architect | Locatie           | Coördinaten                   | Nr.             | Afbeelding          |
| ------------------- | -------- | --------- | ----------------- | ----------------------------- | --------------- | ------------------- |
| Vroegere kerk Ommel |          |           | Kloosterstraat 30 | 51° 25' 27" NB, 5° 44' 58" OL | 0743/wiki-N862  | Vroegere kerk Ommel |
| Pastorie Ommel      |          |           | Marialaan 20      | 51° 25' 19" NB, 5° 44' 56" OL | 0743/wiki-N1277 | Pastorie Ommel      |

## Heusden
De plaats Heusden kent 3 gemeentelijke monumenten:
| Object           | Bouwjaar | Architect | Locatie             | Coördinaten                   | Nr.             | Afbeelding        |
| ---------------- | -------- | --------- | ------------------- | ----------------------------- | --------------- | ----------------- |
| Kerk Heusden     |          |           | Vorstermansplein 14 | 51° 23' 0" NB, 5° 45' 49" OL  | 0743/wiki-P1204 | Meer afbeeldingen |
| Pastorie Heusden |          |           | Vorstermansplein 16 | 51° 23' 0" NB, 5° 45' 49" OL  | 0743/wiki-P1210 | Pastorie Heusden  |
| Boerderij        | 1927     |           | Smientweg 1         | 51° 23' 12" NB, 5° 48' 17" OL | 0743/wiki-Q372  | Boerderij         |

's-Hertogenbosch ·
Alphen-Chaam ·
Altena ·
Asten ·
Baarle-Nassau ·
Bergeijk ·
Bergen op Zoom ·
Bernheze ·
Best ·
Bladel ·
Boekel ·
Boxtel ·
Cranendonck ·
Deurne ·
Dongen ·
Drimmelen ·
Eersel ·
Eindhoven ·
Etten-Leur ·
Lijst van gemeentelijke monumenten in Geertruidenberg ·
Geldrop-Mierlo ·
Gemert-Bakel ·
Gilze en Rijen ·
Goirle ·
Halderberge ·
Heeze-Leende ·
Helmond ·
Heusden ·
Hilvarenbeek ·
Laarbeek ·
Land van Cuijk ·
Maashorst ·
Meierijstad ·
Moerdijk ·
Nuenen, Gerwen en Nederwetten ·
Oirschot ·
Oisterwijk ·
Oosterhout ·
Oss ·
Reusel-De Mierden ·
Roosendaal ·
Someren ·
Son en Breugel ·
Lijst van gemeentelijke monumenten in Steenbergen ·
Tilburg ·
Valkenswaard ·
Vught ·
Waalre ·
Waalwijk ·
Woensdrecht ·
Zundert